# Верхейен, Герт
Герт Верхейен (нидерл. Gert Verheyen; 20 сентября 1970, Хогстратен) — бельгийский футболист, нападающий, игрок национальной сборной. В майке «Брюгге» Верхейен выходил более 500 раз, выиграл 5 чемпионатов и кубков Бельгии. 5 мая 2006 года Верхейен уходит из футбола, становясь вторым тренером команды «Брюгге», а в конце сезона совсем покидает футбол. Вернувшись, с 2013 по 2018 годы возглавлял юношескую сборную Бельгии. С 25 апреля 2018 года — главный тренер в клубе «Остенде». В составе сборной Верхейен участвовал в двух чемпионатах мира и одном чемпионате Европы.

## Клубная карьера
Родился 20 сентября 1970 года в городе Хогстратен.
Начал футбольную карьеру в юношеской команде «Хогстратен», откуда перешёл в клуб «Льерс» и дебютировал во взрослом футболе, выступая во втором дивизионе Бельгии.
В 1988 году дебютировал в элитном бельгийском дивизионе в составе «Андерлехта», где провёл четыре сезона и сыграл 48 матчей в чемпионате. За это время стал чемпионом Бельгии и обладателем Кубка страны.
В 1992 году перешёл в «Брюгге», где выступал 14 сезонов. Был основным игроком и одним из лучших бомбардиров команды, забивая в среднем 0,37 гола за игру. Вместе с клубом выиграл четыре чемпионата Бельгии, восемь Суперкубков и четыре Кубка страны.
Завершил профессиональную карьеру в 2006 году.

## Выступления за сборную
В 1994 году дебютировал в официальных матчах в составе национальной сборной Бельгии.
В составе сборной был участником чемпионата мира 1998 года во Франции, чемпионата Европы 2000 года в Бельгии и Нидерландах, чемпионата мира 2002 года в Японии и Южной Корее.
В течение карьеры в национальной команде, которая длилась 9 лет, провёл в форме главной команды страны 50 матчей и забил 10 голов.